# Jeonju World Cup Stadium
Jeonju World Cup Stadium (hangul: 전주월드컵경기장) är en fotbollsarena i Jeonju, Sydkorea. Arenan är hemmaplan för Jeonbuk Hyundai Motors i K League Classic och den tar 42 477 åskådare.
Arenan började byggas år 1999 för Fotbolls-VM 2002. Den invigdes den 8 november 2001 och användes för tre matcher under VM året därpå, varav två i gruppspelet och en åttondelsfinal. Sedan dess har fotbollsklubben Jeonbuk Hyundai Motors använt arenan som hemmaplan. Finalen av AFC Champions League år 2011 spelades på arenan då Jeonbuk förlorade mot qatariska Al-Sadd efter straffar.

## VM-matcher
Foljande matcher spelades på arenan under världsmästerskapet i fotboll 2002.
| Datum        | Lag      | Lag      | Resultat | Omgång         |
| ------------ | -------- | -------- | -------- | -------------- |
| 7 juni 2002  | Spanien  | Paraguay | 3–1      | Grupp B        |
| 10 juni 2002 | Portugal | Polen    | 4–0      | Grupp D        |
| 17 juni 2002 | Mexiko   | USA      | 0–2      | Åttondelsfinal |